# Famille La Follette
Pour les articles homonymes, voir La Follette.

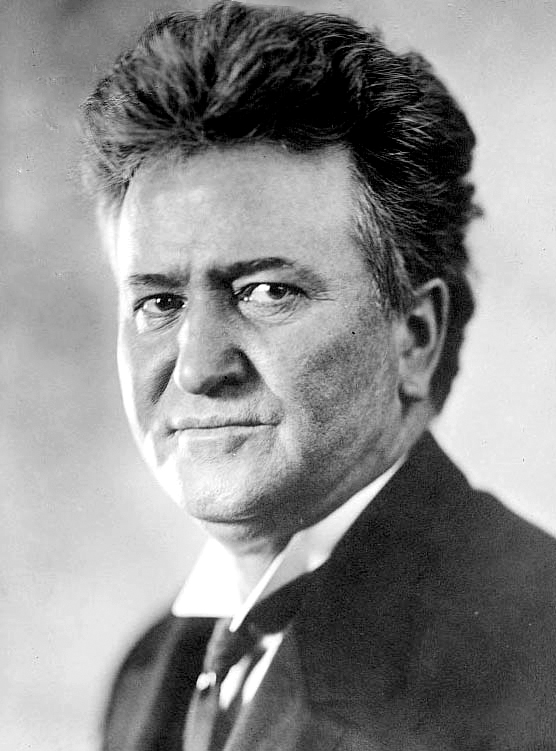
Robert M. La Follette, gouverneur et sénateur américain du Wisconsin

La famille La Follette est une famille éminente aux États-Unis, notamment dans le Wisconsin. Nombre de ses membres ont exercé des fonctions politiques.

## Membres
- Robert M. La Follette, Sr. (1855–1925), procureur de district du comté de Dane, Wisconsin 1880–1884; Représentant américain du Wisconsin 1885–1891; délégué à la Convention nationale républicaine 1896, 1904; Gouverneur du Wisconsin 1901-1906 ; Sénateur américain du Wisconsin 1906–1925; candidat à l'investiture républicaine pour la présidence des États-Unis 1908, 1916 ; Fondateur du Parti progressiste, 1924. Candidat du Parti progressiste à la présidence des États-Unis 1924. Il était l'époux de Belle Case La Follette et le père de Fola La Follette; le mari de celle-ci et gendre de Robert La Follette était le dramaturge George Middleton. Sa sœur Joséphine La Follette était mariée à Robert G. Siebecker, juge en chef de la Cour suprême du Wisconsin. Cousin germain de William La Follette[1].
  - Robert M. La Follette, Jr. (1895–1953), fils de Robert M. La Follette, Sr. ; Sénateur américain du Wisconsin 1925-1947, délégué à la Convention nationale républicaine 1928, 1932[2]. Robert M. La Follette Jr., sénateur américain du Wisconsin

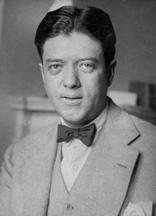
Robert M. La Follette Jr., sénateur américain du Wisconsin

    - Bronson La Follette (1936–2018), fils de Robert M. La Follette, Jr. ; Procureur général du Wisconsin 1965-1969, 1975-1987[3].

  - Philip La Follette (1897–1965), fils de Robert M. La Follette, Sr. ; procureur de district du comté de Dane, Wisconsin 1925-1927 ; Gouverneur du Wisconsin 1931-1933, 1935-1939[4].
- Harvey Marion LaFollette (1858–1929), frère de William La Follette et cousin germain de Robert M. La Follette, Sr., surintendant de l'instruction publique de l'Indiana et l'un des fondateurs de LaFollette, au Tennessee[5].
- William La Follette (1860–1934), cousin germain de Robert M. La Follette, Sr. ; élu à la Chambre des représentants de Washington 1899-1901, représentant américain de Washington 1911-1919.
  - Suzanne La Follette (1893-1983), fille de William La Follette ; journaliste [Pas dans la source]
  - Chester La Follette (1897–1993), fils de William La Follette ; peintre, cousin germain autrefois éloigné de Robert M. La Follette, Sr.
  - William Leroy LaFollette, Jr. (1890–1950), fils de William La Follette; Chambre des représentants de Washington 1939.
    - Mimi LaFollette Summerskill (1917–2008), fille de « Roy » LaFollette ; autrice et pédagogue
      - Richard L. Wright (1943–) fils de Mimi LaFollette Summerskill; leader politique
- Charles M. La Follette (1898–1974), cousin au troisième degré de Robert M. La Follette, Jr. et Philip La Follette ; élu à la Chambre des représentants de l'Indiana 1927-1929, représentant américain de l'Indiana 1943-1947. Il était également arrière-petit-fils du représentant américain William Heilman.
- Doug La Follette (1940–), arrière-petit-fils de Robert M. La Follette, oncle de Sr., Sénat du Wisconsin (1973 et 1974); Secrétaire d'État du Wisconsin (1975-1979, 1983-présent)
- Charles S. Eastman (1864-1939), neveu de Robert M. La Follette, Sr. ; membre de la Chambre des représentants du Dakota du Sud (1907-1908).

## Maisons

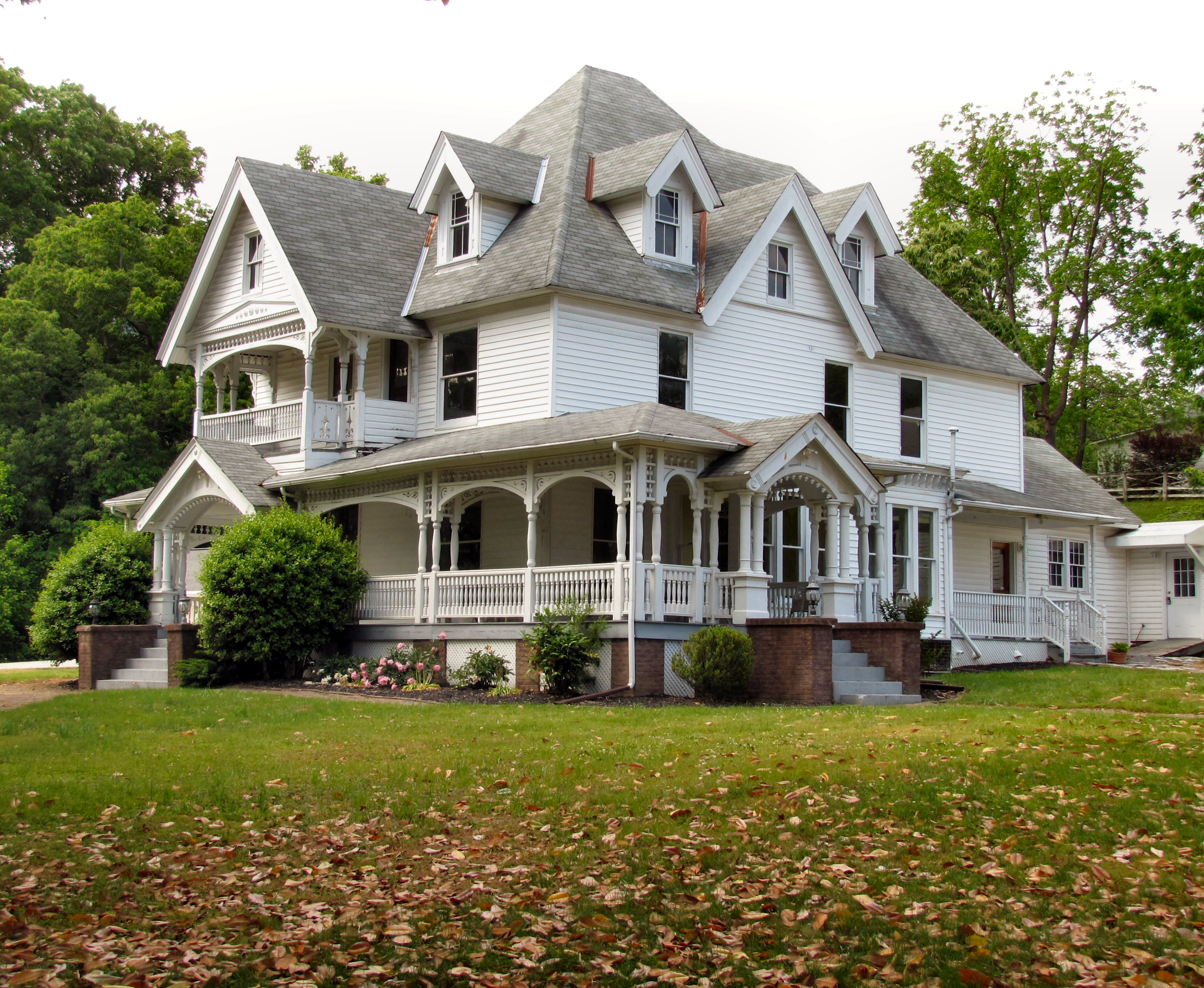
Maison à LaFollette, Tennessee

- Robert M. La Follette House : La maison de Robert M. La Follette à Maple Bluff, Wisconsin.
- Maison LaFollette (LaFollette, Tennessee) : maison de Harvey Marion LaFollette